# Chrysocale principalis
Chrysocale principalis là một loài bướm đêm thuộc phân họ Arctiinae, họ Erebidae.